# Reza Talabani

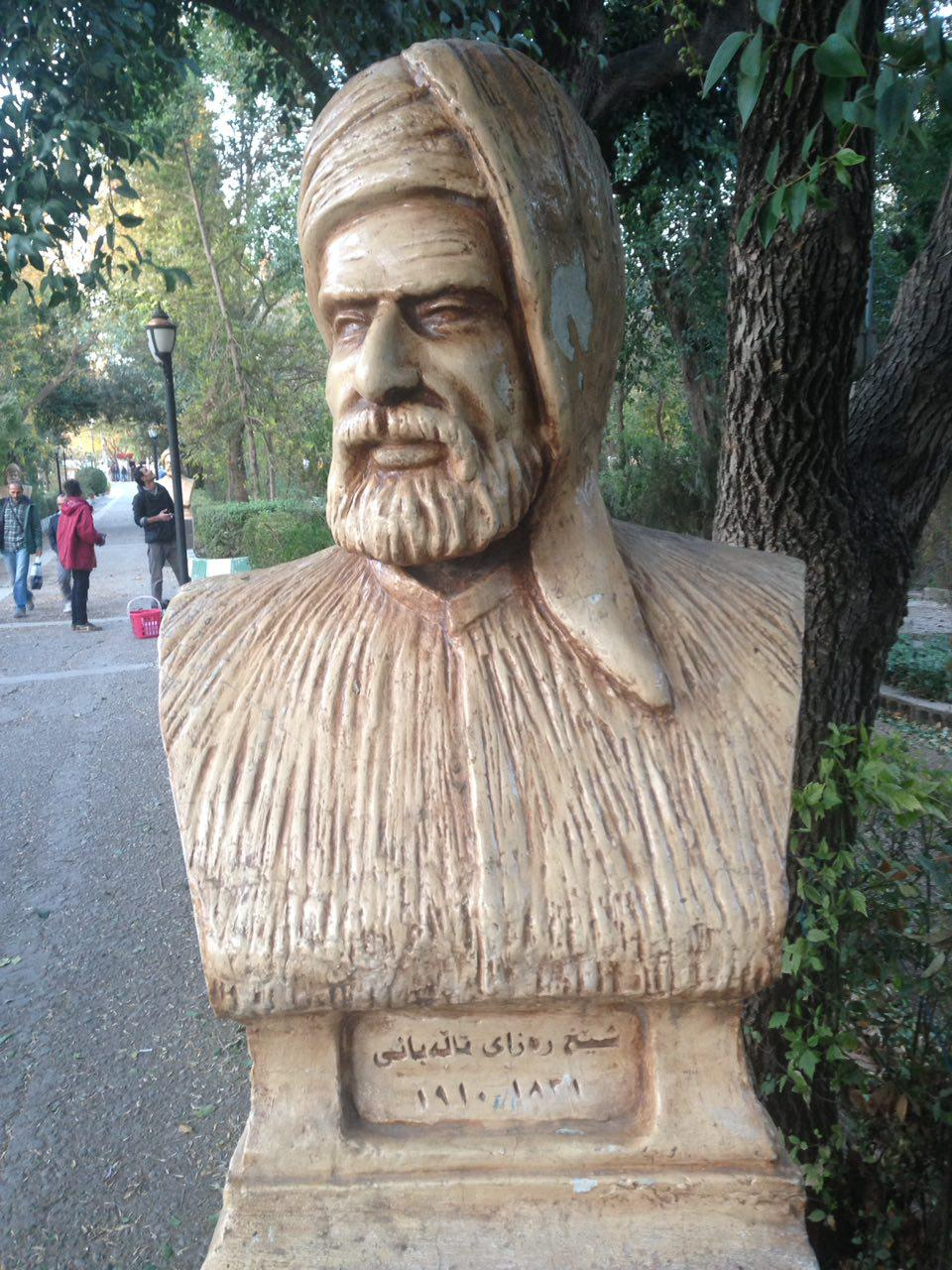

Scheich Reza Talabani (kurdisch شێخ ڕەزای تاڵەبانی Şêx Rezayi Talebanî; * 1835 in Kirkuk; † 1910) war ein kurdischer Dichter aus dem heutigen Irak. Talabani schrieb seine Gedichte sowohl in Kurdisch, Türkisch als auch in Persisch und Arabisch. Seine Werke geben ein gutes Bild des Lebens und der Geschichte in Kirkuk ab. Seine Gedichte bestehen meistens aus Satire. In einem seiner Gedichte erinnert er sich an seine Kindheit im Fürstentum Schahrazor, was von den Kurden heute als ein wichtiger Beweis für die kurdische Identität der Stadt Kirkuk angesehen wird.
Als junger Mann ging Talabani nach Konstantinopel. Auf dem Weg dorthin besuchte er das Grab des kurdischen Sufi Scheich Nurredin Brifkani. Am Grab trug er ein langes Gedicht auf Persisch vor. Das Gedicht erzählte, wie er vom kurdischen Fürstentum Scharezur, dessen Hauptstadt Kirkuk war, in das Land der Rum kam. Rum war die Bezeichnung für das ehemalige (Ost)römische Anatolien, dessen damalige Herrscher aber die Osmanen waren. 1879 wurde das Fürstentum Scharezur von den Osmanen aufgelöst und dem Vilayet von Mossul zugeschlagen. Talabani drückte seine Trauer und Enttäuschung in einem türkischen Gedicht aus.
Scheich Reza Talabani gilt als einer der bedeutendsten kurdischen Dichter aus dem Irak. Zurzeit gibt es sieben Editionen seiner Gedichte, 1935 und 1946 Bagdad 1935, 1946 Iran, 1996 in Schweden, 1999 in Silemani und 2000 in Erbil.

## Quelle
- Vertreibung der Bevölkerung aus Kirkuk von Dr. Nuri Talabani (Memento vom 26. Februar 2006 im Internet Archive)

| Personendaten    | Personendaten                              |
| ---------------- | ------------------------------------------ |
| NAME             | Talabani, Reza                             |
| ALTERNATIVNAMEN  | Talabani, Scheich Reza; Şêx Rezaî Talebanî |
| KURZBESCHREIBUNG | kurdischer Dichter                         |
| GEBURTSDATUM     | 1835                                       |
| GEBURTSORT       | Kirkuk                                     |
| STERBEDATUM      | 1910                                       |